# Satchelliella stammeri
Satchelliella stammeri és una espècie d'insecte dípter pertanyent a la família dels psicòdids present a Europa, incloent-hi França, Alemanya, Noruega, Suècia, Dinamarca, Eslovàquia, Grècia i els territoris de l'antiga República Federal Socialista de Iugoslàvia.